# Keita Suzuki
Keita Suzuki (jap. 鈴木 啓太, Suzuki Keita; * 8. Juli 1981 in Shizuoka, Präfektur Shizuoka) ist ein ehemaliger japanischer Fußballspieler.

## Karriere
Keita Suzuki spielte von 2000 bis 2015 für den japanischen Erstligisten Urawa Red Diamonds und kam auf insgesamt 386 Einsätze und 10 Treffer.

### Verein
| Verein             | Saison             | Liga     | Liga | Kaiserpokal | Kaiserpokal | Ligapokal | Ligapokal | Champions League | Champions League | Andere 1 | Andere 1 | Insgesamt | Insgesamt |
| Verein             | Saison             | Einsätze | Tore | Einsätze    | Tore        | Einsätze  | Tore      | Einsätze         | Tore             | Einsätze | Tore     | Einsätze  | Tore      |
| ------------------ | ------------------ | -------- | ---- | ----------- | ----------- | --------- | --------- | ---------------- | ---------------- | -------- | -------- | --------- | --------- |
| Urawa Red Diamonds | 2000               | 0        | 0    | 2           | 1           | 0         | 0         | -                | -                | -        | -        | 2         | 1         |
| Urawa Red Diamonds | 2001               | 15       | 1    | 4           | 0           | 2         | 0         | -                | -                | -        | -        | 21        | 1         |
| Urawa Red Diamonds | 2002               | 26       | 1    | 1           | 0           | 4         | 1         | -                | -                | -        | -        | 31        | 2         |
| Urawa Red Diamonds | 2003               | 29       | 1    | 1           | 0           | 10        | 1         | -                | -                | -        | -        | 40        | 2         |
| Urawa Red Diamonds | 2004               | 25       | 0    | 4           | 0           | 8         | 0         | -                | -                | 2        | 0        | 39        | 0         |
| Urawa Red Diamonds | 2005               | 29       | 0    | 4           | 0           | 6         | 2         | -                | -                | -        | -        | 39        | 2         |
| Urawa Red Diamonds | 2006               | 31       | 1    | 5           | 0           | 6         | 0         | -                | -                | 1        | 0        | 43        | 1         |
| Urawa Red Diamonds | 2007               | 33       | 1    | 1           | 0           | 0         | 0         | 12               | 0                | 5        | 0        | 51        | 1         |
| Urawa Red Diamonds | 2008               | 23       | 0    | 2           | 0           | 1         | 0         | 1                | 0                | -        | -        | 27        | 0         |
| Urawa Red Diamonds | 2009               | 32       | 1    | 1           | 0           | 7         | 0         | -                | -                | -        | -        | 40        | 1         |
| Urawa Red Diamonds | 2010               | 17       | 0    | 3           | 0           | 5         | 0         | -                | -                | -        | -        | 25        | 0         |
| Urawa Red Diamonds | 2011               | 19       | 1    | 2           | 0           | 6         | 0         | -                | -                | -        | -        | 27        | 1         |
| Urawa Red Diamonds | 2012               | 31       | 2    | 2           | 0           | 2         | 0         | -                | -                | -        | -        | 35        | 2         |
| Karriere Insgesamt | Karriere Insgesamt | 310      | 9    | 32          | 1           | 57        | 4         | 13               | 0                | 8        | 0        | 420       | 14        |

### Nationalmannschaft
2006 debütierte Keita Suzuki für die japanische Fußballnationalmannschaft. Er hatte insgesamt 28 Länderspiele für Japan absolviert.
| Nationalmannschaft                       | Jahr | Einsatz | Tore |
| ---------------------------------------- | ---- | ------- | ---- |
| Japanische Fußballnationalmannschaft U23 |      |         |      |
| 2002                                     | 6    | 1       |      |
| 2003                                     | 8    | 0       |      |
| 2004                                     | 12   | 1       |      |
| Insgesamt                                | 26   | 2       |      |
| Japanische Fußballnationalmannschaft     |      |         |      |
| 2006                                     | 7    | 0       |      |
| 2007                                     | 13   | 0       |      |
| 2008                                     | 8    | 0       |      |
| Insgesamt                                | 28   | 0       |      |

## Privatleben
Am 3. Januar 2009 heiratete er die japanische Schauspielerin Hiroko Hatano.